# Kroon van Aragón
De Kroon van Aragón is een term die gebruikt wordt om te verwijzen naar de permanente unie van titels en staten in de naam koning van Aragón. Deze deelrijken vormden nooit een politieke unie maar louter een personele unie op het niveau van de koning. Hierdoor kon dus de nummering van een vorstnaam verschillen per deelrijk. 

## Geschiedenis
Het is begonnen in 1137 toen koninkrijk Aragón en het Graafschap Barcelona samenkwamen door een dynastieke samensmelting in de persoon van Alfons II van Aragón, zoon van Raymond Berengarius IV van Barcelona en Petronila van Aragón. Latere uitbreidingen (per koninklijk decreet) kwamen er door het veroveren van het koninkrijk Valencia (1237) en het koninkrijk Majorca (1262) door Jacobus I van Aragón. Majorca werd onafhankelijk gehouden door Jacobus II van Aragón van 1276 tot 1279. Na deze datum werd het een vazal van de Kroon tot in 1344 toen Peter IV van Aragón het heroverde op zijn neef Jacobus III van Majorca. Een volgende expansie volgde in 1297 toen paus Bonifatius VIII de koninkrijken Sardinië en Corsica aan Jacobus II toewees maar het zou echter nog meer dan een eeuw duren eer deze ook effectief onder Aragonese controle gebracht werden.
Door het huwelijk van Martinus I van Sicilië met Maria van Sicilië in 1381 werden naast het koninkrijk Sicilië ook de hertogdommen van Athene en Neopatria, Byzantijnse hertogdommen gelegen in Griekenland, aan de Aragonese Kroon toegevoegd. Deze Griekse hertogdommen waren dankzij Aragonese troepen, Almogàvers genoemd, onder Aragonees bestuur gekomen. De Griekse bezittingen gingen echter al in 1388 permanent verloren aan Nero I Acciajuoli en Sicilië werd afgesplitst onder de heerschappij van Martinus I van Aragón van 1395 tot 1409. In 1442 bereikte het rijk zijn maximale omvang door de verovering van het koninkrijk Napels door Alfons V van Aragón.
In 1469 volgde dan de belangrijkste dynastieke unie voor de vorming van Spanje door het huwelijk van Ferdinand II van Aragon met Isabella I van Castilië waardoor de Kroon van Aragón samensmolt met de Kroon van Castilië. Uit deze personele unie zou Spanje ontstaan.
De verscheidene titels van de Kroon van Aragón zouden blijven bestaan als titels voor de koning van Spanje tot in 1716 toen ze, na de nederlaag van Aragón in de Spaanse Successieoorlog, werden afgeschaft door de Nueva Planta decreten.

## Territoriale onderverdeling van Spanje binnen de Kroon van Aragón

### In Spanje
- Andorra (co-prins)
- Koninkrijk Aragon
- Vorstendom Catalonië
- Koninkrijk Majorca
- Koninkrijk Valencia

### Overzees
- Hertogdom Athene
- Gévaudan
- Koninkrijk Napels
- Hertogdom Neopatras
- Provence
- Koninkrijk Sardinië
- Koninkrijk Sicilië